# 玉梨魂
《玉梨魂》是近代作家徐枕亚的一部哀情小说。

## 内容简介
《玉梨魂》描寫一位书生何梦霞在无锡富绅崔家当家庭教师，与崔家的守寡媳妇白梨娘相戀。兩人同處一屋，卻避不見面，僅通過梨娘之子為兩人傳遞書信，互訴情愫。白梨娘将小姑崔筠倩许配给何梦霞。白梨娘與崔筠倩相繼去世，何梦霞东渡日本，回國後参加武昌起义，身死於革命事業。

## 创作特点
《玉梨魂》是徐枕亚本人的故事，寫徐枕亚與學生蔡如松的母親陈佩芬相戀的故事。陈佩芬是個寡妇，迫于礼教没有勇气與徐结合。陈佩芬最後促成侄女蔡蕊珠与徐枕亚结婚。1912年，徐枕亚进入上海《民权报》担任编辑，並开始在《民权报》副刊上连载长篇小说《玉梨魂》，當時引起了很大的反响，次年結集成單行本發行。1924年還拍成電影。《玉梨魂》在當時用四六骈文形式写成，受到《紅樓夢》的影響很深，例如写何梦霞荷锄埋葬梨花构筑香冢时，吟颂“侬今葬花人笑痴，他年葬侬知是谁”的诗句。書中寫白梨娘以身殉情的情景，也可联想起《花月痕》中秋痕上吊自尽的故事。

## 书评
周作人表示《玉梨魂》是“鸳鸯蝴蝶体”的開山之作，又稱是艷情小說。
刘半侬認為《玉梨魂》犯了空泛、肉麻、无病呻吟的毛病。
1984年夏志清發表論文，首開《玉梨魂》研究之先河，称它是“一个以爱情和自我牺牲为主题的悲剧故事”。同时，《玉梨魂》还受到了西洋小说的影响，作者極為明顯的模仿了林譯 （页面存档备份，存于）小說《巴黎茶花女遺事》，特別是《玉梨魂》開篇的倒敘手法與結尾的引錄筠倩臨終日記。夏志清亦指出徐枕亞像英國小說家里查遜（Samuel Richardson），體認到“生活和文學中主觀、個人與私密經驗的方向”。